# Brandon Barker (calciatore)
Brandon Lee Colin Barker (Manchester, 4 ottobre 1996) è un calciatore inglese, attaccante dell'Avro.

## Carriera

### Club
Cresciuto nel settore giovanile del Manchester City, il 6 novembre 2015 passa in prestito al Rotherham United, con cui il giorno dopo segna nella sua prima partita professionistica, in occasione del match perso per 2-5 contro l'Ipswich Town. Rientrato al City, il 21 febbraio 2016 esordisce con gli Sky blues, nell'incontro di FA Cup perso per 5-1 contro il Chelsea.
Il 15 agosto viene ceduto a titolo temporaneo al NAC Breda. Conquistata la promozione in Eredivisie con il club olandese, il 17 agosto 2017 si trasferisce, con la stessa formula, all'Hibernian.
Dopo una stagione trascorsa in prestito al Preston N.E., il 9 agosto 2019 viene acquistato a titolo definitivo dai Rangers, con cui firma un triennale. Il 1º febbraio 2021 si trasferisce a titolo temporaneo all'Oxford United.

### Nazionale
Ha giocato nelle nazionali giovanili inglesi Under-18, Under-19 ed Under-20.

## Statistiche

### Presenze e reti nei club
Statistiche aggiornate al 7 marzo 2021.
| Stagione        | Squadra         | Campionato      | Campionato | Campionato | Coppe nazionali | Coppe nazionali | Coppe nazionali | Coppe continentali | Coppe continentali | Coppe continentali | Altre coppe | Altre coppe | Altre coppe | Totale | Totale |
| Stagione        | Squadra         | Comp            | Pres       | Reti       | Comp            | Pres            | Reti            | Comp               | Pres               | Reti               | Comp        | Pres        | Reti        | Pres   | Reti   |
| --------------- | --------------- | --------------- | ---------- | ---------- | --------------- | --------------- | --------------- | ------------------ | ------------------ | ------------------ | ----------- | ----------- | ----------- | ------ | ------ |
| nov.-dic. 2015  | Rotherham Utd   | FLC             | 4          | 1          | FACup+CdL       | -               | -               | -                  | -                  | -                  | -           | -           | -           | 4      | 1      |
| dic. 2015-2016  | Manchester City | PL              | 0          | 0          | FACup+CdL       | 1+0             | 0               | UCL                | 0                  | 0                  | -           | -           | -           | 1      | 0      |
| 2016-2017       | NAC Breda       | ED              | 22         | 2          | CO              | 1               | 0               | -                  | -                  | -                  | -           | -           | -           | 23     | 2      |
| 2017-2018       | Hibernian       | SP              | 27         | 2          | SC+CdL          | 1+2             | 0               | -                  | -                  | -                  | -           | -           | -           | 30     | 2      |
| 2018-2019       | Preston N.E.    | FLC             | 16         | 0          | FACup+CdL       | 1+3             | 0+2             | -                  | -                  | -                  | -           | -           | -           | 20     | 2      |
| 2019-2020       | Rangers         | SP              | 6          | 1          | SC+CdL          | 1+2             | 0               | UEL                | 4                  | 0                  | -           | -           | -           | 13     | 1      |
| 2020-feb. 2021  | Rangers         | SP              | 10         | 2          | SC+CdL          | 0+1             | 0               | UEL                | 2                  | 0                  | -           | -           | -           | 13     | 2      |
| feb.-giu. 2021  | Oxford Utd      | FL1             | 19+2       | 3+0        | FACup+CdL       | 0               | 0               | -                  | -                  | -                  | EFLT        | 1           | 0           | 22     | 3      |
| 2021-gen. 2022  | Rangers         | SP              | 0          | 0          | SC+CdL          | 1+0             | 0               | UCL+UEL            | 0                  | 0                  | -           | -           | -           | 1      | 0      |
| Totale Rangers  | Totale Rangers  | Totale Rangers  | 16         | 3          |                 | 5               | 0               |                    | 6                  | 0                  |             | -           | -           | 26     | 3      |
| gen.-giu. 2022  | Reading         | FLC             | 4          | 0          | -               | -               | -               | -                  | -                  | -                  | -           | -           | -           | 4      | 0      |
| 2022-2023       | Omonia          | A               | 17         | 1          | CC              | 1               | 0               | UEL                | 6                  | 1                  | SC          | 1           | 0           | 25     | 2      |
| gen.-giu. 2024  | Morecambe       | FL2             | 2          | 0          | -               | -               | -               | -                  | -                  | -                  | -           | -           | -           | 2      | 0      |
| Totale carriera | Totale carriera | Totale carriera | 129        | 12         |                 | 15              | 2               |                    | 12                 | 1                  |             | 2           | 0           | 144    | 15     |

## Palmarès

### Club

#### Competizioni nazionali
- Coppa di Lega inglese: 1

Manchester City: 2015-2016
- Coppa di Cipro: 1

Omonia: 2022-2023